# Permyrsyra
Permyrsyra är en peroxid av myrsyra med formeln HCO2OH.

## Egenskaper
Permyrsyra är en giftig och labil förening. Den kan explodera vid kontakt med reduktionsmedel och metaller vid upphettning.

## Framställning
Permyrsyra framställs genom att blanda myrsyra (HCOOH) med väteperoxid (H2O2).
{\displaystyle {\rm {HCOOH+H_{2}O_{2}\leftrightharpoons HCO_{2}OH+H_{2}O}}}
Eftersom permyrsyra bildar kemisk jämvikt med myrsyra och väteperoxid så kommer den färdiga produkten också att innehålla alla tre ämnen.

## Användning
Permyrsyra används bland annat för att oxidera cystein (HSC2H3(NH2)COOH) till cysteinsyra (HSO3C2H3(NH2)COOH) och för att oxidera alkener till epoxider.